# Delco
Delco was een Amerikaans bedrijf, Dayton Engineering Laboratories Co., opgericht in 1909 in Dayton, Ohio door Charles Kettering en Edward A. Deeds. Het maakte onder andere elektrische apparatuur voor automobielen en generators voor kleinschalig gebruik. Het is ook een historisch merk van motorfietsen.
In het Vlaamse taalgebied wordt een stroomverdeler ook wel een Delco genoemd. Hij maakt deel uit van het ontstekingssysteem van een conventionele benzinemotor.
Delco bestaat niet meer als zelfstandig bedrijf, het is thans als AC Delco een onderdeel van General Motors en wordt gebruikt voor voorziening van reserveonderdelen.
Delco voorzag tijdens de Tweede Wereldoorlog een BMW R 12 motorfiets van een auto-achteras om zo een militaire transportdriewieler te maken.